# Mike Colter
Mike Randal Colter (ur. 26 sierpnia 1976 w Columbii w Karolinie Południowej) – amerykański aktor telewizyjny i filmowy, wystąpił m.in. w roli Luke’a Cage’a w serialach Jessica Jones (2015, 2019), Luke Cage (2016–2018) i Defenders (2017), powiązanych z Filmowym Uniwersum Marvela.

## Role aktorskie

### Filmy kinowe
| Rok  | tytuł                      | Rola                           |
| ---- | -------------------------- | ------------------------------ |
| 2004 | Za wszelką cenę            | Big Willie Little              |
| 2005 | Brooklyn Lobster           | Jamal                          |
| 2007 | And Then Came Love         | Yuppie Paul                    |
| 2010 | Salt                       | Dowódca drużyny taktycznej CIA |
| 2012 | Faceci w czerni III        | Pułkownik                      |
| 2012 | Wróg numer jeden           | Mike, członek DEVGRU           |
| 2015 | America Is Still the Place | Charlie Walker                 |
| 2017 | Girls Trip                 | Stewart Pierce                 |
| 2018 | Zagłada                    | David                          |
| 2018 | Skin                       | Daryle Lamont Jenkins          |
| 2019 | Przypływ wiary             | Tommy Shine                    |
| 2019 | Before You Know It         | Charles                        |
| 2019 | Policjanci i rasizm        | Darius                         |
| 2020 | Fatale                     | Rafe Grimes                    |
| 2021 | South of Heaven            | Whit Price                     |
| 2022 | I'm Charlie Walker         | Charlie Walker                 |
| 2022 | Carter                     | Smith                          |
| 2023 | Przerwany lot              | Louis Gaspare                  |

### Seriale
| Rok       | Tytuł                        | Rola                | Uwagi       |
| --------- | ---------------------------- | ------------------- | ----------- |
| 2010–2015 | Żona idealna                 | Lemond Bishop       | 21 odcinków |
| 2011–2012 | Ringer                       | Malcolm Ward        | 17 odcinków |
| 2013-2015 | The Following                | Nick Donovan        | 8 odcinków  |
| 2013-2014 | American Horror Story: Sabat | David               | 3 odcinki   |
| 2014      | Halo: Nightfall              | Agent Jameson Locke | 5 odcinków  |
| 2015      | Agent X                      | Miles Lathem        | 8 odcinków  |
| 2015-2019 | Jessica Jones                | Luke Cage           | 8 odcinków  |
| 2016-2018 | Luke Cage                    | Luke Cage           | główna rola |
| 2017      | Defenders                    | Luke Cage           | główna rola |
| 2018-2019 | Sprawa idealna               | Lemond Bishop       | 2 odc.      |
| 2019      | Sześć pięści                 | Brister             | 8 odc.      |
| 2019–2024 | Evil                         | David Acosta        | główna rola |